# Vanesa Santana
Vanesa Santana (3 de septiembre de 1990, Villa Celina, Provincia de Buenos Aires, Argentina) es una futbolista argentina que juega como mediocampista. Actualmente juega en el Sporting Club de Huelva de la Liga Iberdrola de España y en la Selección femenina de fútbol de Argentina.
Anteriormente jugó en Boca Juniors, Estudiantes de Guárico, Atlético Huila y América de Cali.

## Trayectoria
Luego de su paso por el club de barrio José Hernández, ingresó a Boca Juniors tras una prueba a fines de 2005. Fue allí donde se formó como jugadora y estuvo hasta 2016. En ese mismo año, jugando a préstamo para Estudiantes de Guárico, participó de la Copa Libertadores Femenina 2016, donde su equipo obtuvo el subcampeonato. En 2017 pasó a formar parte de Atlético Huila. Durante el primer semestre de 2018 se incorporó al América de Cali para pasar a formar parte del EDF Logroño en agosto de ese año.
En julio de 2020, firmó con el Sporting Club de Huelva.

## Selección nacional
Santana lleva más de 50 partidos con la selección argentina, representándola en el Campeonato Sudamericano Femenino Sub-20 de 2008, la Copa Mundial Femenina de Fútbol Sub-20 de 2008, el Campeonato Sudamericano Femenino Sub-20 de 2010, la Copa Mundial Femenina de Fútbol de 2019 y la Copa Mundial Femenina de Fútbol de 2023 .

#### Participaciones en Copas del Mundo
| Torneo               | Sede                     | Resultado    | Partidos | Goles | Asistencias |
| -------------------- | ------------------------ | ------------ | -------- | ----- | ----------- |
| Copa Mundial de 2019 | Francia                  | Primera fase | 3        | 0     | 0           |
| Copa Mundial de 2023 | Australia/ Nueva Zelanda | Primera fase | 0        | 0     | 0           |

## Clubes
| Club                    | País      | Año             |
| ----------------------- | --------- | --------------- |
| Hernández Juniors       | Argentina | 1995 - 2003     |
| Club José Hernández     | Argentina | 2003 - 2005     |
| Boca Juniors            | Argentina | 2005 - 2016     |
| Estudiantes de Guárico  | Venezuela | 2016 (préstamo) |
| Atlético Huila          | Colombia  | 2017            |
| América de Cali         | Colombia  | 2018            |
| EDF Logroño             | España    | 2018-2020       |
| Sporting Club de Huelva | España    | 2020-presente   |

## Palmarés
| Torneo                            | Equipo                 |
| --------------------------------- | ---------------------- |
| Torneo Apertura 2005              | Boca Juniors           |
| Torneo Clausura 2005              | Boca Juniors           |
| Torneo Apertura 2006              | Boca Juniors           |
| Torneo Clausura 2006              | Boca Juniors           |
| Torneo Apertura 2007              | Boca Juniors           |
| Torneo Clausura 2007              | Boca Juniors           |
| Torneo Clausura 2008              | Boca Juniors           |
| Torneo Apertura 2009              | Boca Juniors           |
| Torneo Clausura 2009              | Boca Juniors           |
| Torneo Apertura 2010              | Boca Juniors           |
| Torneo Apertura 2011              | Boca Juniors           |
| Torneo Clausura 2011              | Boca Juniors           |
| Torneo Apertura 2012              | Boca Juniors           |
| Torneo Apertura 2013              | Boca Juniors           |
| Torneo Clausura 2013              | Boca Juniors           |
| Juegos Odesur 2014                | Selección Argentina    |
| Torneo Clausura 2014              | Boca Juniors           |
| Supercopa Argentina 2015          | Boca Juniors           |
| 2.º puesto Copa Libertadores 2016 | Estudiantes de Guárico |